# Хаджі-Шіркія
Хаджі-Шіркія (перс. حاجي شيركيا) — село в Ірані, у дегестані Дештвейл, у бахші Рахматабад-о-Блукат, шагрестані Рудбар остану Ґілян. За даними перепису 2006 року, його населення становило 135 осіб, що проживали у складі 33 сімей.

## Клімат
Середня річна температура становить 12,81°C, середня максимальна – 26,78°C, а середня мінімальна – -1,54°C. Середня річна кількість опадів – 495 мм.
| Клімат поселення                              | Клімат поселення | Клімат поселення | Клімат поселення | Клімат поселення | Клімат поселення | Клімат поселення | Клімат поселення | Клімат поселення | Клімат поселення | Клімат поселення | Клімат поселення | Клімат поселення | Клімат поселення |
| Показник                                      | Січ.             | Лют.             | Бер.             | Квіт.            | Трав.            | Черв.            | Лип.             | Серп.            | Вер.             | Жовт.            | Лист.            | Груд.            |                  |
| Середній максимум, °C                         | 9,82             | 9,42             | 10,96            | 16,02            | 20,34            | 25,22            | 26,78            | 26,62            | 22,42            | 19,46            | 14,66            | 10,41            |                  |
| Середня температура, °C                       | 4,33             | 3,94             | 5,46             | 10,54            | 14,86            | 19,75            | 22,50            | 22,35            | 18,18            | 15,20            | 10,40            | 6,16             |                  |
| Середній мінімум, °C                          | −1,14            | −1,54            | −0,01            | 5,05             | 9,39             | 14,25            | 18,25            | 18,10            | 13,92            | 10,95            | 6,13             | 1,90             |                  |
| Норма опадів, мм                              | 42               | 39               | 69               | 62               | 31               | 14               | 15               | 17               | 30               | 50               | 58               | 68               |                  |
| Середньомісячна швидкість вітру, м/с          | 2.08             | 2.60             | 2.56             | 2.61             | 2.30             | 2.22             | 2.34             | 2.16             | 1.92             | 1.90             | 2.03             | 2.10             |                  |
| Середньомісячна сонячна радіація, кДж/м²·день | 7486             | 9880             | 12045            | 16267            | 20209            | 22657            | 23134            | 19854            | 16579            | 11856            | 9156             | 7237             |                  |
| --------------------------------------------- | ---------------- | ---------------- | ---------------- | ---------------- | ---------------- | ---------------- | ---------------- | ---------------- | ---------------- | ---------------- | ---------------- | ---------------- | ---------------- |
| Джерело:                                      |                  |                  |                  |                  |                  |                  |                  |                  |                  |                  |                  |                  |                  |